# درک روی
درک روی (انگلیسی: Derek Roy؛ زادهٔ ۴ مهٔ ۱۹۸۳) بازیکن هاکی روی یخ اهل کانادا است.
از باشگاه‌هایی که در آن بازی کرده‌است می‌توان به ونکوور کناکز اشاره کرد.